# Kastell Boiotro

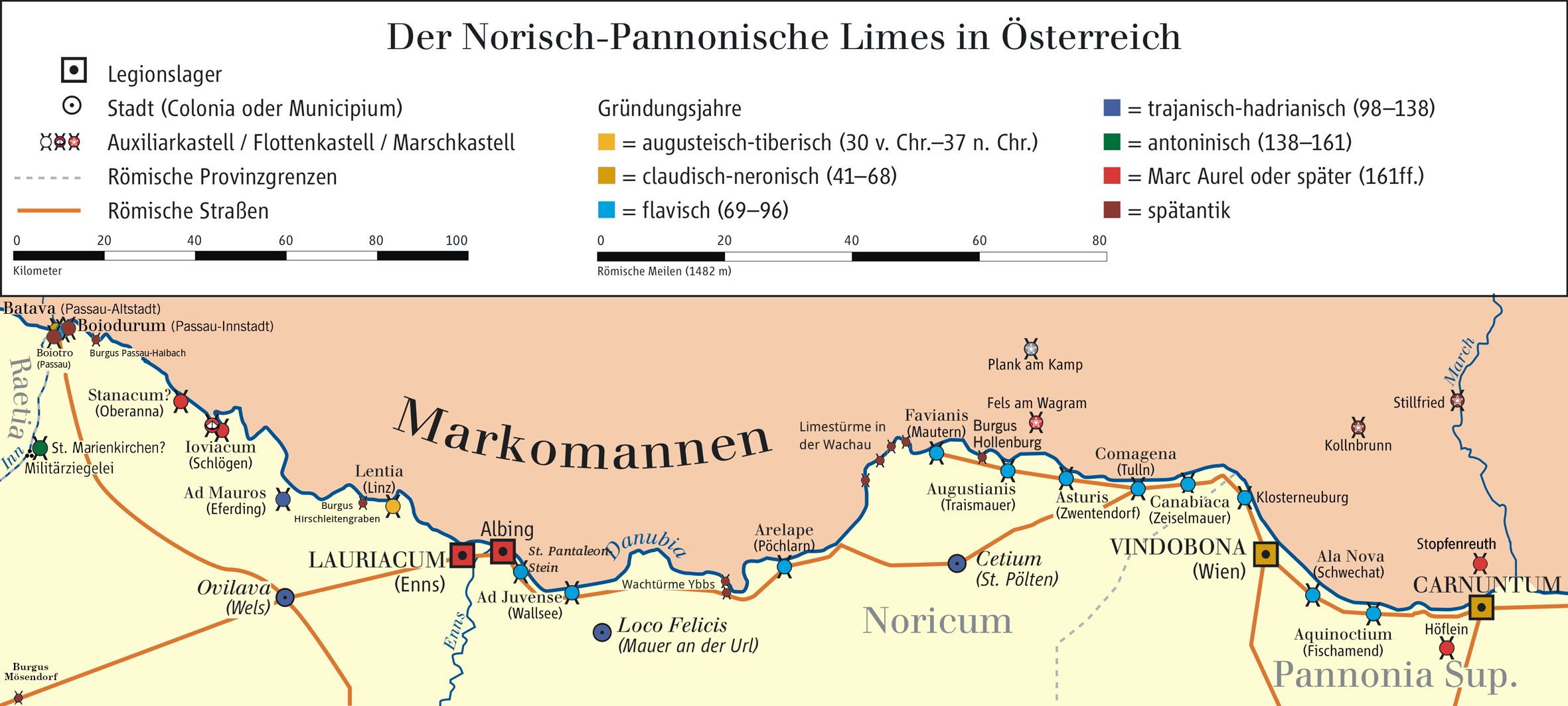
Karte des Limes Noricus

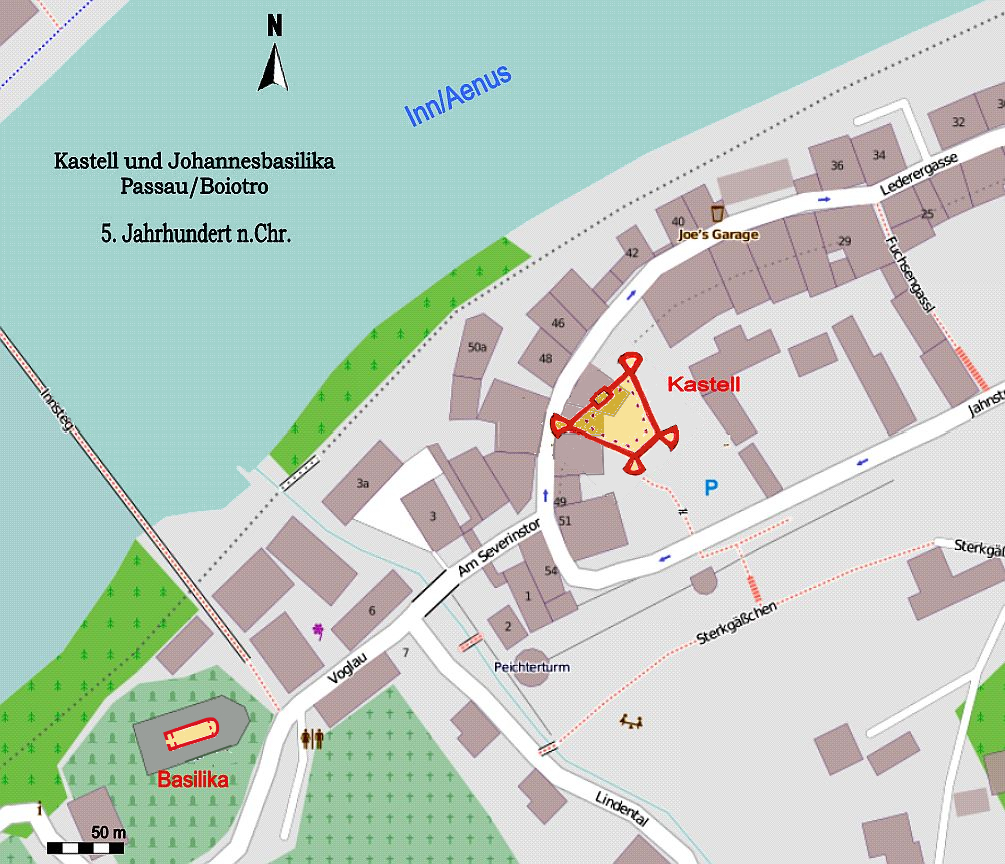
Lageskizze Kastell und Basilika

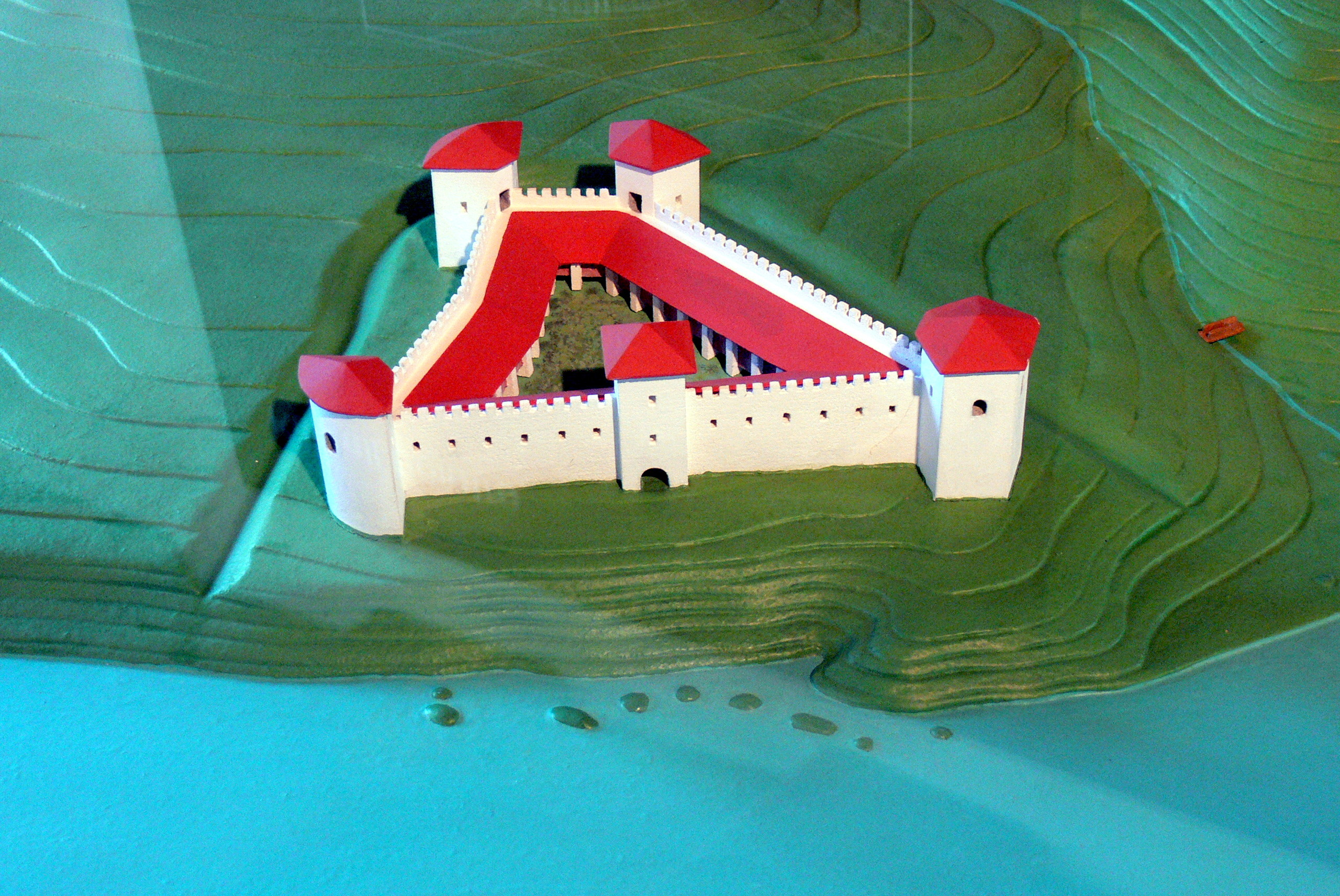
Rekonstruktionsmodell des Kastells Boiotro von Erich Högg (Zustand Ende 3. Jahrhundert – 375 n. Chr.)

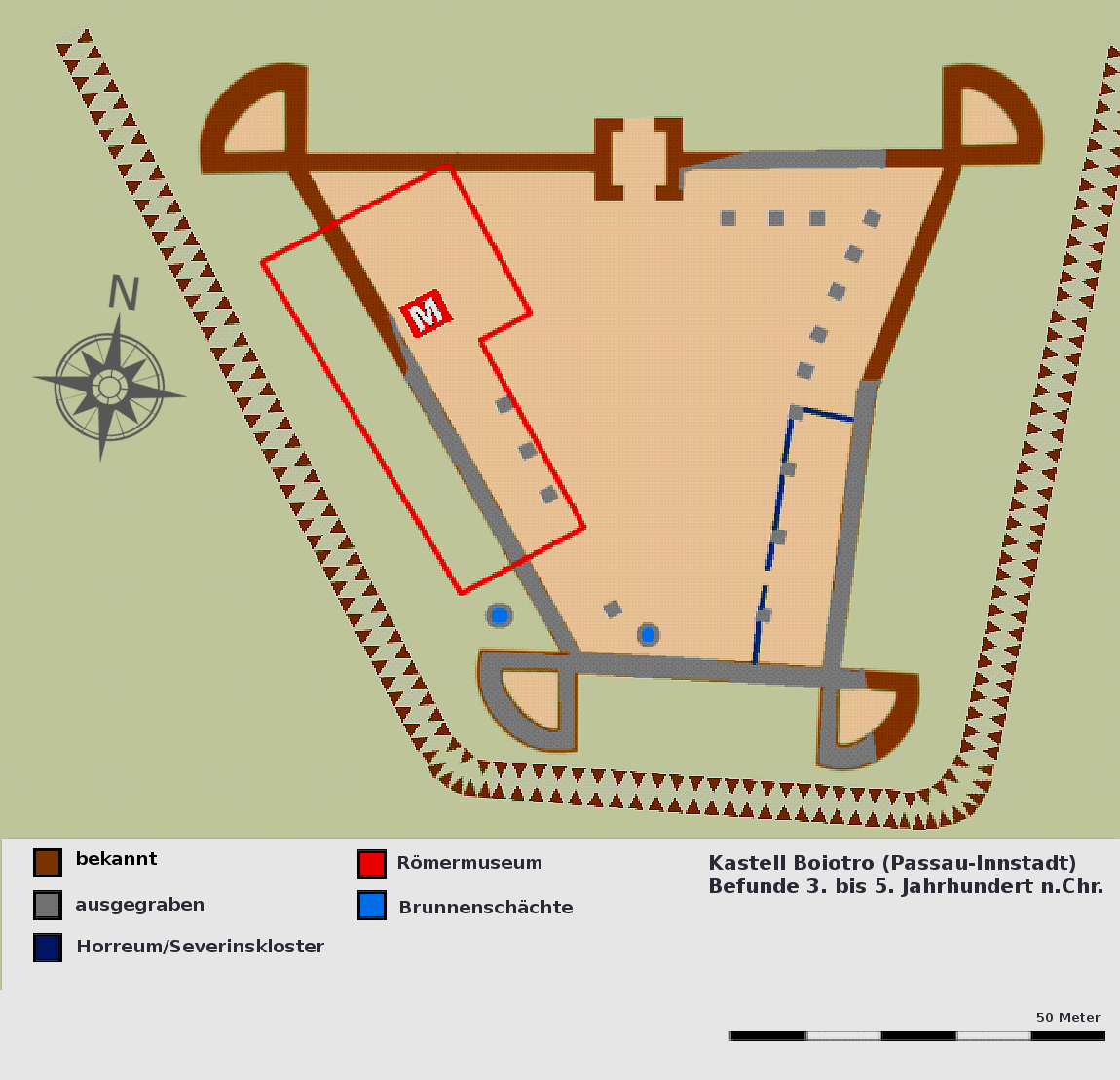
Befundskizze nach Thomas Fischer (1987)

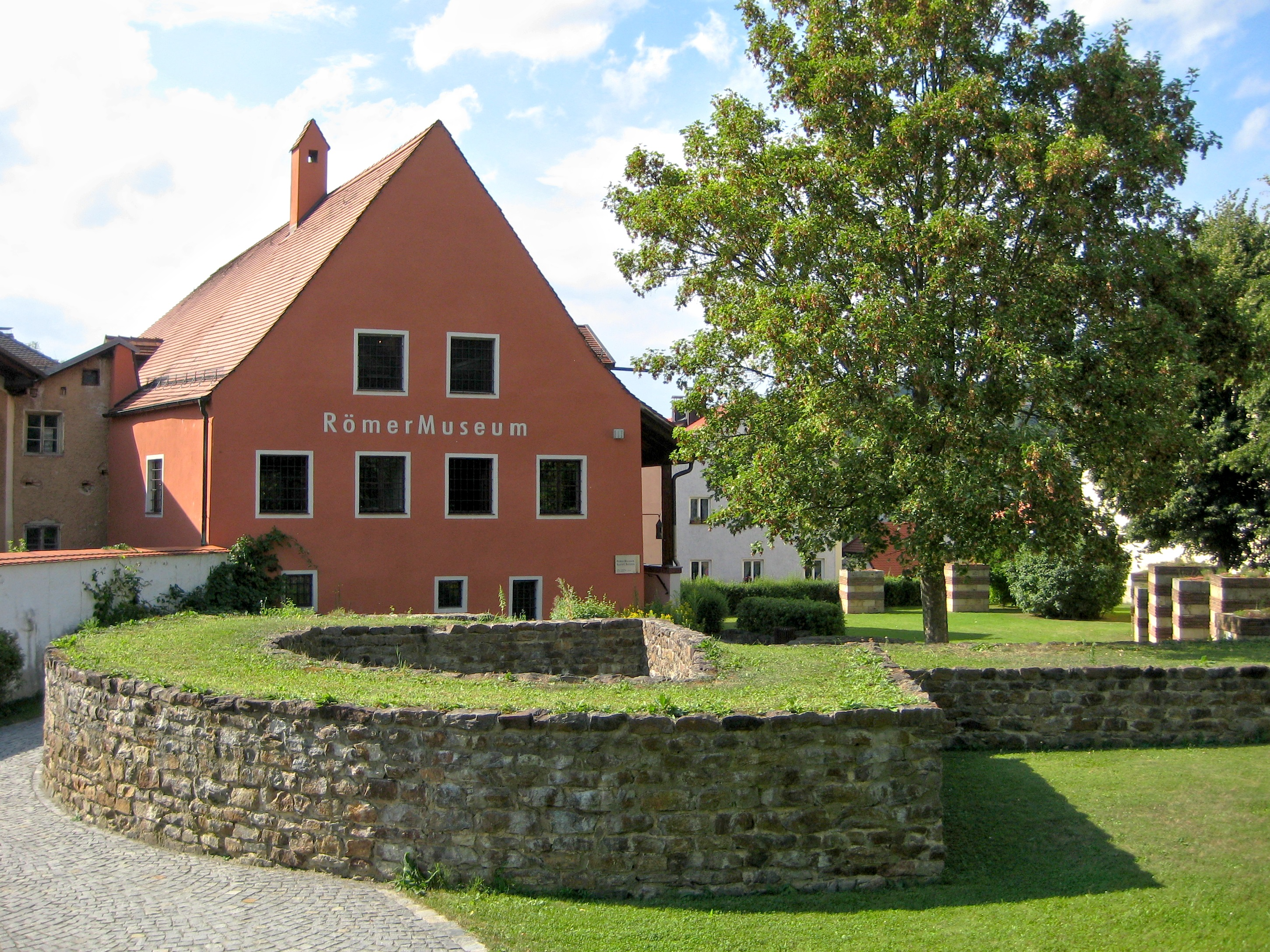
Restaurierter SW-Fächerturm am Schaugelände des Römermuseums

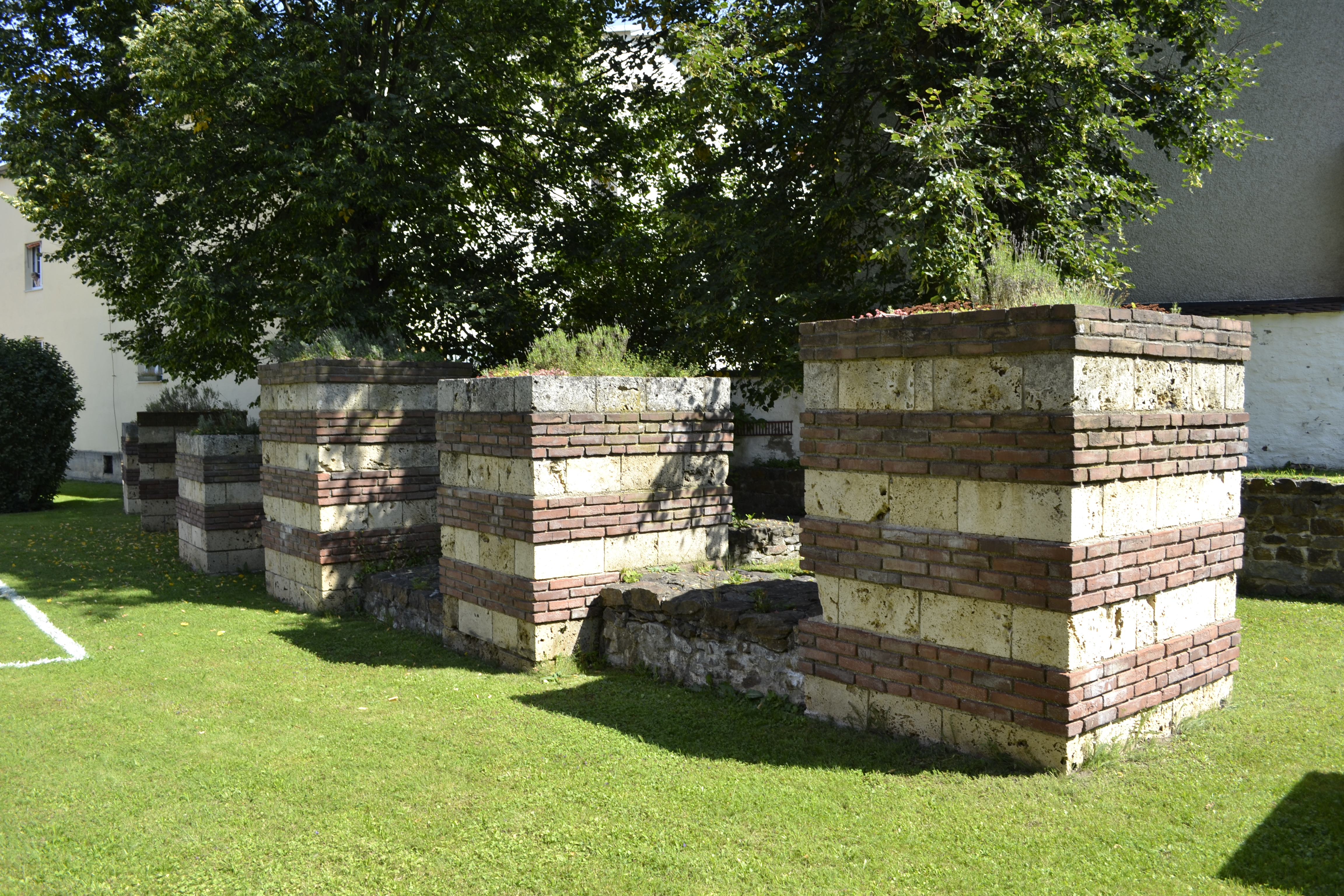
Konservierte Reste der westlichen Arkadenpfeiler und des Horreums

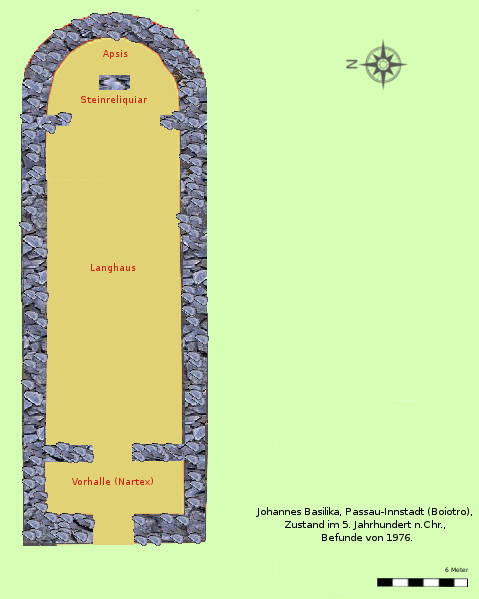
Befundskizze Johannesbasilika

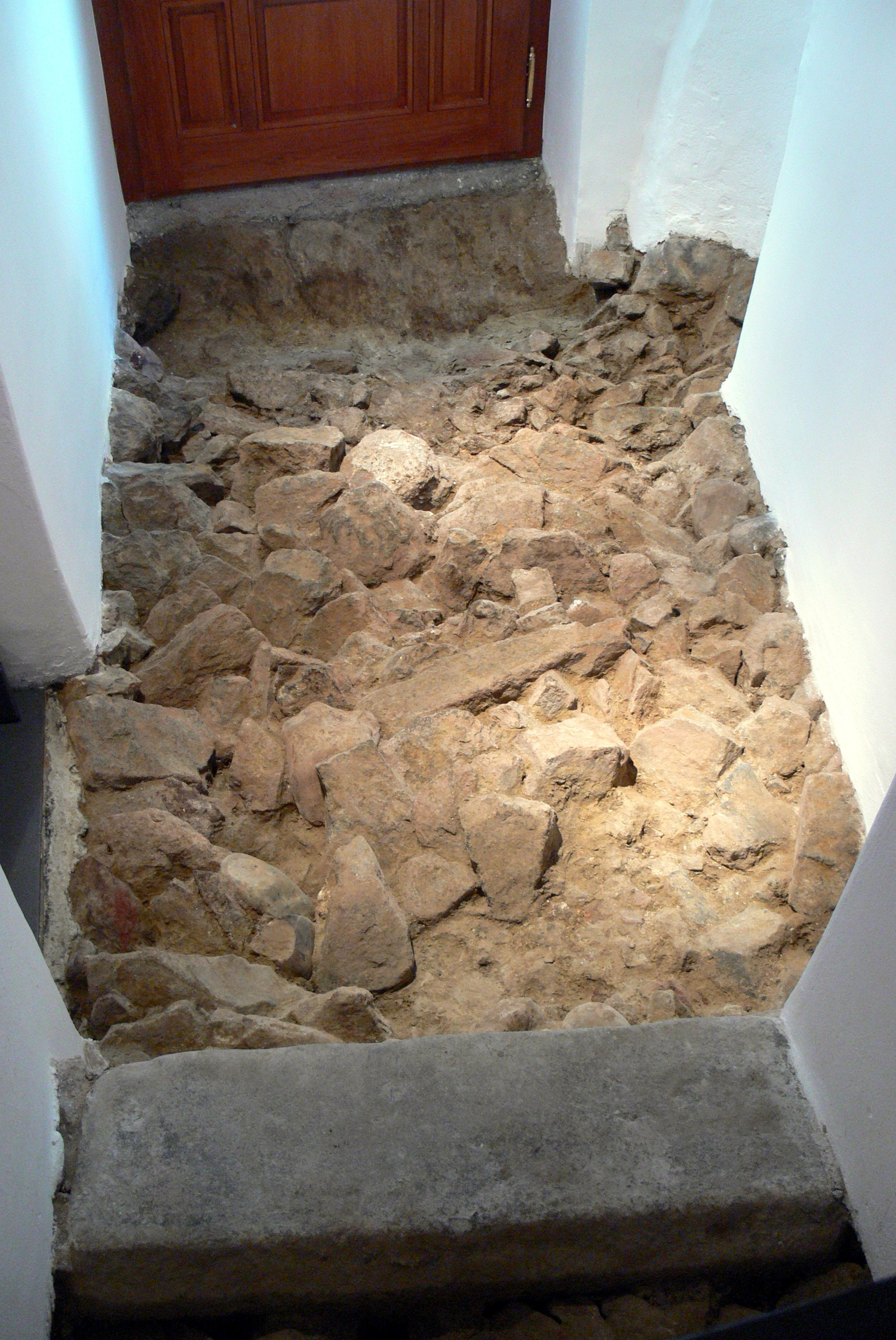
Freigelegtes Mauerfundament im Römermuseum

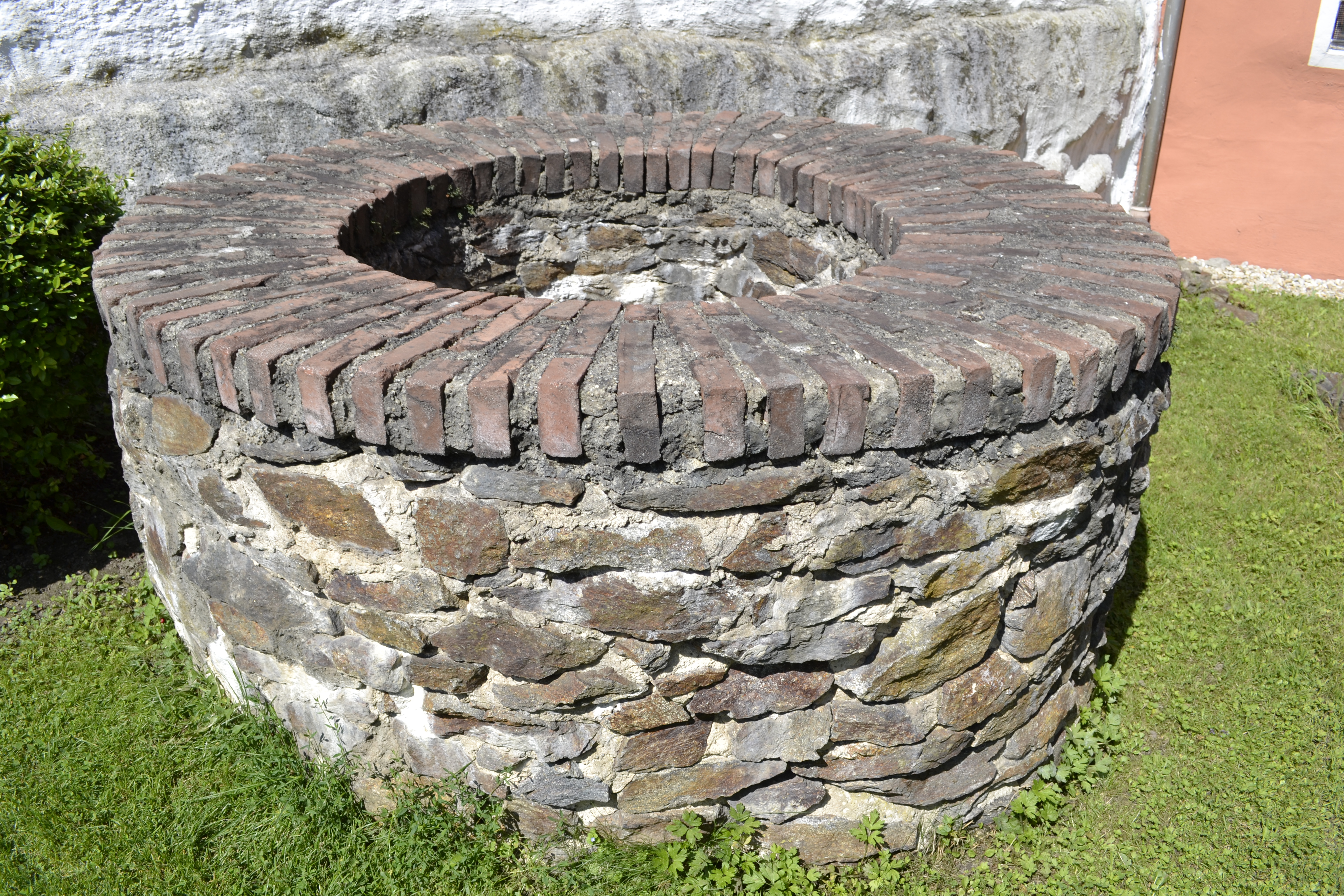
Restaurierter Brunnenschacht in der SW-Ecke

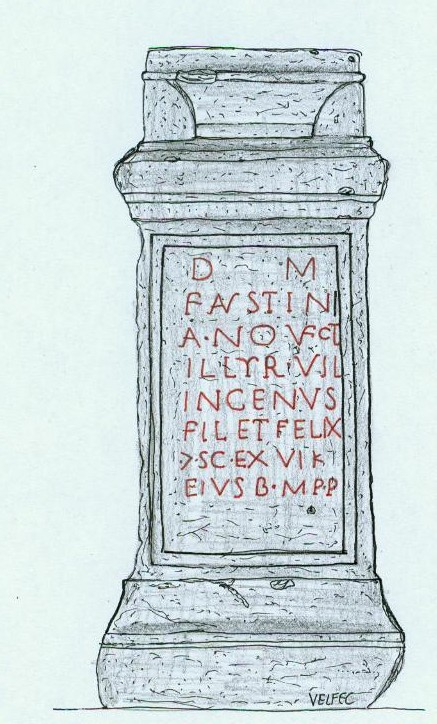
Skizze der Faustinianusinschrift (heute in der Severinsbasilika aufgestellt)

Kastell Boiotro war ein spätrömisches Militärlager, dessen Besatzung für Sicherungs- und Überwachungsaufgaben am norischen Donaulimes zuständig war. Der Fluss bildete hier die römische Reichsgrenze. Die Fortifikation liegt auf dem Gebiet der bayerischen Stadt Passau im Stadtteil Innstadt, Bundesrepublik Deutschland.
Das Lager war eine der zahlreichen, unter Kaiser Valentinian I. errichteten, aber nur kurzzeitig besetzten Befestigungsanlagen in der Spätphase der römischen Herrschaft über die obere Donau. Wahrscheinlich ließ Severin von Noricum im ausgehenden 5. Jahrhundert in der Kastellruine ein kleines Kloster einrichten. In unmittelbarer Nachbarschaft entstand zur selben Zeit – vermutlich ebenfalls auf seine Initiative – eine Kirche, die Johannes dem Täufer geweiht war. Das Kastell ist seit 2021 Bestandteil des zum UNESCO-Weltkulturerbe erhobenen Donaulimes.

## Name
Der römische Ortsname des Kastellplatzes leitet sich von einer keltischen Siedlung ab, die sich in der heutigen Passauer Altstadt befand. Er galt ursprünglich für das ganze Gebiet der Passauer Halbinsel und wurde vermutlich spätestens mit der Stationierung der 9. Bataverkohorte durch ad Batavos/Batavis (= bei den Batavern) abgelöst. Der Ortsname wird auch bei Claudius Ptolemaios (2,12,5) und im Itinerarium Antonini (249,5) erwähnt. Weitere epigraphische Zeugnisse für Boiodurum stammen aus der Passauer Innstadt, die sich auf die Zollstation (statio Boiodurensis) beziehen. Auf einem heute verschollenen Meilenstein der Donaustraße aus Engelhartszell wurde Boiodurum ebenfalls genannt. Der Name des spätantiken Kastells Boiotro, eine Verballhornung von Boiodurum, wird in der Notitia dignitatum und in der Lebensbeschreibung (Vita Sancti Severini) von Eugippius überliefert. Er scheint um 1342 schon stark verschliffen als „Boytra“ bzw. „Peuter“ auf, ist über mehrere Zwischenformen hinweg erhalten geblieben und lebt in der – im Mittelalter aufgekommenen – Ortsbezeichnung „Beuder“ bzw. heute „Beiderbach“ und „Beiderwies“ bis heute fort.

## Lage
Das Kastell lag am Zusammenfluss von Inn (Aenus) und Donau (Danuvius), rund 1000 Meter flussaufwärts vom Oppidum Batavis entfernt. Das Areal fällt durch seine Hanglage am Mariahilfberg leicht zum Flussufer ab und wird vom Beiderbach durchströmt, der hier in den Inn mündet. Es stand an einer Straße, die wahrscheinlich am Ostufer des Inn von Schärding nach Passau und dann weiter Richtung Linz verlief.

## Funktion
Es war als Ersatz des innabwärts gelegenen, in den Alamanneneinfällen des 3. Jahrhunderts (260) untergegangenen mittelkaiserzeitlichen Kastells Boiodurum gedacht und stand auf dem Gelände seines ehemaligen Lagerdorfs (vicus). Vermutlich diente es aber in erster Linie als befestigter Brückenkopf für Batavis. Zu den weiteren Aufgaben der Kastellbesatzung zählte wohl die Sicherung der Flussgrenze (ripa) bzw. des Innüberganges von Rätien nach Noricum, der Schutz der Stadt Batavis, die Nachrichtenübermittlung entlang des Limes sowie die Überwachung und Kontrolle der umliegenden Straßen und des Schiffsverkehrs auf den beiden Flüssen.

## Forschungsgeschichte
Aufgrund der im frühen 6. Jahrhundert abgefassten Heiligengeschichte Severins hatte der für das Bayerische Landesamt für Denkmalpflege tätige Archäologe Rainer Christlein (1940–1983) schon vor der Entdeckung des Kastells über dessen Tätigkeit im Passauer Raum einige Überlegungen angestellt. Als 1974 bei Baggerarbeiten für einen Kindergarten – unweit der Severinskirche – die massiven Mauerreste der spätantiken Befestigung zu Tage traten, wurden bis 1978 unter der Leitung von Christlein und H. Bleibrunner weitere Grabungen vorgenommen, in deren Zuge sich die Angaben in der vita weitgehend zu bestätigten schienen. Daran anschließende Nachuntersuchungen wurden 1976 durch Walter Sage (Bayerisches Landesamt für Denkmalpflege) in der unweit vom Kastell liegenden Kirche St. Severin durchgeführt. Sie förderten die Reste ihres spätantiken Vorgängerbaues aus dem 5. Jahrhundert ans Tageslicht. 1982 wurde das Römermuseum eröffnet und das Grabungsgelände nach Konservierung der Mauerreste für die Öffentlichkeit zugänglich gemacht. Die vom Archäologen Michael Altjohann bereits in den 1990er Jahren als Dissertation bearbeiteten Grabungsergebnisse wurden erst 2012 veröffentlicht.

## Funde
Die Funde aus den Grabungen ab 1974 können in das 4. Jahrhundert und mit einem Unterbruch in das 5. Jahrhundert datiert werden. Die Auswertung der geborgenen Münzen zeigte, dass der Geldzufluss schon um 375 n. Chr. abbrach. Im Fundspektrum dominierte vor allem eine rauwandige, mit unregelmäßigen Kammstrich dekorierte Keramik der sogenannten „Horreumware“, in norischer Tradition hergestellte Gebrauchsgefäße, die aber im benachbarten Batavis erstaunlicherweise nicht vorkommt. Aufgrund des Fehlens entsprechender Keramik unterhielten seine Bewohner wahrscheinlich auch keine Handelskontakte mit den angrenzenden Germanenstämmen. In einer Hüttenlehmschicht des Horreums fanden sich 1975 und 1977 noch verkohlte Pflanzenreste, die als Körner von Weizen, Roggen, Gerste und Rispenhirse identifiziert werden konnten. Neben den Getreidekörnern fanden sich dort auch Fragmente von spätantiker Gebrauchskeramik und eine Eisenfibel.

## Entwicklung
Das Kastell wurde wohl schon während der Regierungszeit des Probus, zwischen 276 und 282 n. Chr., errichtet. Entgegen früheren Überlegungen, die den Bau der Tetrarchie oder der konstantinischen Ära zuordneten, geht der Archäologe Thomas Fischer wiederum von einer wesentlich späteren Errichtung, während der Regierungszeit Kaiser Valentinians I. (364–375), aus. Anhand der vor Ort gemachten Funde (Münzen) nimmt man in Fachkreisen an, dass es zwischen 378 und 400 von seiner Besatzung geräumt und aufgegeben wurde, vermutlich weil sie keinen Sold mehr erhielt. Der Grenzschutz wurde ab da – auf norischer Seite – vermutlich von der Besatzung des Burgus Passau-Haibach übernommen. Auch der plötzliche Abbruch der Münzreihe und andere bei den Grabungen gemachte Beobachtungen legen nahe, dass Boiotro spätestens vor Mitte des 5. Jahrhunderts n. Chr. seine militärische Funktion endgültig eingebüßt hatte.
Zur Zeit der Ankunft Severins in Noricum befand sich das Kastell zwar schon in einem fortgeschrittenen Verfallstadium, war aber noch bewohnt und nun wohl eine Art Vorort der civitas Batavis. Grabungsbefunde aus den 1970er Jahren lassen annehmen, dass die aus der letzten Bauphase des Kastells stammenden Einbauten zu einem, in der vita Severini des Eugippius erwähnten, von Severin hier um 470 n. Chr. gegründeten Kloster gehören könnten. Vermutlich ist auch der, ca. 150 Meter vom Kastell entfernte, spätantike Vorgängerbau der Kirche St. Severin mit der in der vita erwähnten Johannesbasilika identisch. Sebastian Ristow lehnt diese Annahme jedoch ab.
In seiner Endphase nutzten seine Bewohner nur noch die damals anscheinend noch besser erhaltenen südlichen und westlichen Innengebäude, die Baracken an der Nord- und Ostseite waren wohl schon zur Gänze unbewohnbar. Als von Westen immer mehr alamannische und thüringische Stämme in den Donauraum drängten, evakuierte Severin um 476/477 die Romanen aus Quintanis, Batavis, Boiotro und Iovaco nach Lauriacum und etwas später weiter nach Favianis, wo er sein Stammkloster errichtet hatte, das unter dem Schutz der Rugier stand. Das Kastell fiel im Laufe des 5. Jahrhunderts offenbar einer Brandkatastrophe zum Opfer. Spuren davon fanden sich vor allem im Südteil des Lagers und beim Horreum.
Der Platz wurde aber dennoch auch über die Spätantike hinaus weiter benutzt, denn im Kastellinneren fanden sich deutliche Spuren frühmittelalterlicher Siedlungstätigkeit. Für die weitere Anwesenheit von Angehörigen der romanischen Restbevölkerung in Noricum und Rätien über das Jahr 488 hinaus spricht auch die Tatsache, dass einige ehemalige Römersiedlungen westlich der Enns über die Jahrhunderte ihre antiken Ortsnamen – wenn auch in stark veränderter Form – beibehalten hatten. In der Zeit zwischen dem 8. und 9. Jahrhundert war der Platz unbesiedelt. Im 12. oder 13. Jahrhundert wurden große Teile der Kastellruine abgetragen, möglicherweise um daraus Baumaterial für die Errichtung der spätkarolingisch-ottonischen Kirche St. Severin zu gewinnen. Im frühen 15. Jahrhundert wurden für den Bau der Wehrmauer um die Innstadt auch die letzten noch aufrecht stehenden Mauerfragmente des Kastells abgebrochen. Nur auf dem Freigelände und im Keller des heutigen Römermuseums blieben größere römische Mauerreste erhalten.

## Kastell
Die mehrphasige Anlage hat einen unregelmäßigen, stark nach Süd-Ost verzogenen, 47 Meter (Nord–Süd-Seite) × 65 Meter (West–Ost-Seite) großen, trapezförmigen Grundriss. An den südlichen Ecken war das Kastell durch weit vorkragende Fächertürme verstärkt. Im Norden standen höchstwahrscheinlich zwei baugleiche Exemplare, aber auch fünfeckige Konstruktionen wären denkbar. Zwischentürme mit halbrunder Front werden vermutet, konnten aber nicht nachgewiesen werden. Die Turmfundamente sind in einem Zug mit denen der Wehrmauer entstanden. Der Zugang ins Lagerinnere war nur durch das am Innufer – zentral gelegene – Nordtor (eventuell zwei Flankentürme, eine Durchfahrt) möglich. Um den Schwemmsand zu verdichten, hatte man zur Vorbereitung des Bauplatzes Eichenpfähle in den Boden gerammt. Die auf solchen Pilotenpfählen ruhenden Fundamente der Bruchsteinmauern waren 2,5 bis 3,8 Meter stark. Der 15 Meter lange Südwall, erhalten blieb nur die Osthälfte, an der dem Hang zugewandten Seite war besonders verstärkt worden, das Fundament war hier fast vier Meter breit. Es war bis zu 1,5 Meter tief in den Boden eingetieft und bestand aus Bruchsteinen mit darüberliegendem Gussmauerwerk. Das Fundament des Ostwalles war 2,5 Meter breit. Bemerkenswert ist auch, dass der Ostwall in Laufrichtung Innufer mittig einen leichten Knick nach NO aufweist. Im Westen, Süden und Osten der Befestigung war noch zusätzlich ein dreizehn Meter von der Mauer entfernter, ca. zwei Meter tiefer und acht Meter breiter Graben als Annäherungshindernis angelegt worden der bis zum Innufer reichte.
Da das Haupttor zum Innufer führte, könnte dieser Umstand ein Hinweis darauf sein, dass das Kastell entweder einen Anlegeplatz für eine Fähre oder auch eine Brücke sicherte. Trat man durch das Tor, gelangte man in den trapezförmigen, 0,18 ha großen Innenhof, der im Zentrum unverbaut war und nach Süden hin leicht anstieg bzw. sich dort wieder verjüngte. Die Innenbebauung bestand aus einer umlaufenden Reihe von ziegelgedeckten Baracken für Soldatenunterkünfte, Verwaltung und Speicherräume. Sie waren an ihrer Rückseite direkt an die Wehrmauer angesetzt worden (vgl. hierzu das Kastell Altrip). Hofseitig waren sie mit Arkaden auf wuchtigen, quadratischen Pfeilern aus Tuffstein versehen, deren Fundamente bis zu vier Meter in den Boden reichten. Sehr wahrscheinlich hatten diese Gebäude also auch ein Obergeschoss. Die Zugänge befanden sich vermutlich in den Türmen. In der Südostecke fanden sich zwischen den Pfeilern Reste von zwei Reihen hölzerner Stützpfosten und ein Gußfundament zwischen den Pfeilern. Es waren die Überreste eines nachträglich hinzugefügten, 90 m² großen rechteckigen Einbaues, die Westseite aus Holz und die Ostseite aus Steinmaterial. Christlein vermutete, dass es sich dabei um ein Gebäude zur Lagerung von Getreide (horreum) handelte. Etwas ähnliches konnte auch beim Burgus von Gerulata (SK) beobachtet werden. Der Eingang lag im Westen und wurde durch einen, die ganze Südseite des Innenhofes einnehmenden, hölzernen Vorbau vor Witterungseinflüssen geschützt. Es dürfte – nach Datierung der Kleinfunde – in der Mitte des 5. Jahrhunderts entstanden sein. Am Pfeiler der Südwestecke konnte ein acht Meter tiefer Brunnenschacht für die Trinkwasserversorgung der Besatzung ergraben werden, der auch nach über 2000 Jahren immer noch Wasser führte.
Das Kastell Boiotro ähnelt zwar in einigen Details auch anderen rätischen Befestigungsbauten, vergleichbare Konstruktionen finden sich erst wieder etwas weiter im Osten, am Eisernen Tor, im rumänischen Abschnitt der Donau. Es ist die am weitesten im Westen gelegene Grenzbefestigung des Donaulimes, die noch die markanten Elemente des spätrömischen norisch-pannonischen Festungsbaus aufweist. Dazu gehören vor allem die weit vorkragenden fächerförmigen Ecktürme (Typ A) mit abgerundeter Front an der Südseite. Türme dieser Art sind in dieser Region typisch für die Spätantike, sie wurden an vielen Garnisonsorten entlang des Donaulimes beobachtet und können einer mehr oder minder langen, zusammenhängend organisierten Baukampagne zugeschrieben werden. Eine am Kastell Annamatia (Baracspuszta) in der Provinz Pannonia Valeria aufgefundene Münze, die während der Herrschaft des Kaisers Konstantin II. (337–340) geprägt worden war, gilt als Beleg für den frühesten Zeitpunkt, an dem diese Turmform aufkam. Das grundsätzliche Baukonzept könnte jedoch etwas älter sein, da bei Baracspuszta – wie an vielen anderen pannonischen Kastellplätzen auch – die Anlagen lediglich mit Fächertürmen nachgerüstet wurden.

## Garnison
Das Kastell bot Platz für eine Besatzung von 100 – 150 Mann. Laut norischer Truppenliste in der Notitia dignitatum waren in Boiodoro eine nicht näher bezeichnete Cohors, vermutlich Angehörige der Ripenses, und einem Tribunen als Lagerkommandant stationiert. Sie gehörten zur Armee des für den Grenzschutz der Provinzen von Noricum ripense und Pannonia I zuständigen Dux Pannoniae Primae et Norici Ripensis.

## Zollstation
Eine hier vermutete mittelkaiserzeitliche Zollstation (statio Boiodurensis des Publicum portorii Illyrici), die bislang nur durch Inschriften bekannt ist, stand wahrscheinlich im Nahebereich des spätantiken Kastells. Der illyrische Zollbezirk erstreckte sich bis zum Schwarzen Meer. Eine von ihnen war eine Grabinschrift, die für den „Wächter des illyrischen Zolls“ Faustinianus von seinem Sohn Ingenuus und dem Contrascriptor (Buchhalter) Felix gesetzt worden ist. Ihr Fundort konnte jedoch nicht zweifelsfrei geklärt werden, vermutlich stand sie einst auf einem Gräberfeld in Passau-Innstadt. Sie wird heute in der Friedhofskirche St. Severin als Weihwasserbecken verwendet. Bei den Ausgrabungen wurde auch eine Votivtafel (für Iuppiter und dem Genius der Station) des Contrascriptor Florianus entdeckt. Sie stammt aus der Zeit um 240 n. Chr. und ist ein Anhaltspunkt dafür, dass die Zollstation bereits vor der Errichtung von Boiotro existiert haben könnte. Namentlich genannt wird der Stützpunkt ferner auf einer Mithrasinschrift aus der Zeit zwischen 239 und 241 n. Chr., gestiftet vom Stationsschreiber Eutyches, aus Trojane im heutigen Slowenien. Die Station hatte die Aufgabe, den Warenverkehr auf Inn und Donau zu überwachen, und wurde vermutlich auch durch römisches Militär geschützt. Die Hauptverwaltung des illyrischen Zollbezirks residierte in Poetovio. Man konnte seine Zollstation auch pachten, später mussten die Einkünfte aber direkt nach Rom abgeführt werden. Zollabgaben konnten aber nicht nur an der Außengrenze, sondern auch innerhalb der Provinzen entrichtet werden. Deshalb war diese Abgabe eher als Steuer zu verstehen. Sie wurde vom römischen Staat aber nicht nur erhoben, um Einkünfte zu erzielen. Sie diente auch zur Kontrolle der Warenströme. Die Zollabgabe betrug ein Vierzigstel oder 2,5 % des Warenwertes, er galt für den gallischen Zollbezirk Quadragesima Galliarum, der bis zur Atlantikküste reichte.

## Friedhofskirche St. Severin
Hauptartikel: St. Severin (Passau-Innstadt)
Nahe dem Kastell, westlich des Beiderbaches steht eine kleine, im 5. Jahrhundert n. Chr. erbaute, Johannes dem Täufer geweihte Basilika. Für sie ließ Severin Reliquien des Heiligen beschaffen. Sie bestand im Wesentlichen aus einem einschiffigen, 11 × 9 Meter messenden Langhaus, das an der Ostseite von einer halbrunden Apsis abgeschlossen wurde. Diese war vom Langhaus durch zwei kurze, beidseitige Zungenmauern abgetrennt. Im Zentrum der Apsis befand sich eine Altarmensa, in deren Boden ein Reliquiarbehältnis aus Kalkstein eingemauert war. Im Westen befand sich eine weniger tief fundamentierte Vorhalle mit deutlicher Baufuge und gleicher Breite wie das Langhaus. Hier fanden sich auch einige beigabenlose Gräber. Sie soll lt. Angaben des Ausgräbers W. Sage einst den Bewohnern des Umlandes und den Mönchen des Severinsklosters als Coemetrialbasilika gedient haben. Bautypologische Vergleiche lassen jedoch auch eine etwas spätere Gründung der Kirche möglich erscheinen.

## Hinweise
Ein spätmittelalterliches Haus, das direkt über den südwestlichen Mauersektionen des Kastells steht, wurde als Zweigmuseum der Archäologischen Staatssammlung in München adaptiert. Es bietet Einblicke in die Geschichte Passaus zwischen Römerzeit und Frühmittelalter sowie einen allgemeinen Überblick über die vor- und frühgeschichtlichen Zeitepochen Südostbayerns. Die Sammlung beinhaltet archäologische Funde aus Ostbayern (Material aus den Kastellen Moos und Künzing sowie aus zivilen Ansiedlungen am ostraetischen Donaulimes), wobei die Stücke aus Passau aber den Schwerpunkt der Ausstellung bilden. Zwei Räume sind als Lapidarium gestaltet, in denen Inschriftensteine aus Passau und Umgebung im Original oder als Kopie präsentiert werden. Im Keller wurden römischen Fundamente und Mauerreste freigelegt, auf denen das Museumsgebäude zum Teil ruht. Die ausgegrabenen Teile der Grundmauern und des Südwest-Fächerturms wurden konserviert und können auf dem Freigelände des Museums besichtigt werden. Die archäologisch gesicherten Reste der Kastellmauer und des Nordtores unter der heutigen Lederergasse sind durch eine dunklere Straßenpflasterung markiert.

## Denkmalschutz
Kastell Boiotro und die erwähnten Anlagen sind als eingetragene Bodendenkmale im Sinne des Bayerischen Denkmalschutzgesetzes geschützt. Nachforschungen und gezieltes Sammeln von Funden sind genehmigungspflichtig, Zufallsfunde sind den Denkmalbehörden anzuzeigen.